# 23e regering van Israël
De 23e regering (ook bekend als het kabinet–Shamir III of het kabinet Shamir–Peres III) was de uitvoerende macht van de Staat Israël van 22 december 1988 tot 11 juni 1990. Premier Yitzhak Shamir (Likoed) stond aan het hoofd van een coalitie van Likoed, de Arbeidspartij, Shas, het Verenigd Thora-Jodendom en de Nationaal-Religieuze Partij.

## Ambtsbekleders
| Ambtsbekleder                           | Ambtsbekleder      | Ambtsbekleder                                 | Functie                                           | Ambtstermijn      | Ambtstermijn     | Partij                       |
| --------------------------------------- | ------------------ | --------------------------------------------- | ------------------------------------------------- | ----------------- | ---------------- | ---------------------------- |
|                                         | Yitzhak Shamir     | Yitzhak Shamir יִצְחָק שָׁמִיר (1915–2012)          | Premier                                           | 20 oktober 1986   | 13 juli 1992     | Likoed                       |
|                                         | Shimon Peres       | Shimon Peres שִׁמְעוֹן פֶּרֶס (1923–2016)            | Vicepremier                                       | 20 oktober 1986   | 15 maart 1990    | Arbeidspartij                |
| Minister van Financiën                  | Shimon Peres       | Shimon Peres שִׁמְעוֹן פֶּרֶס (1923–2016)            | 22 december 1988                                  | 20 oktober 1986   |                  | Arbeidspartij                |
| Minister van Financiën                  |                    | Yitzhak Shamir                                | Yitzhak Shamir יִצְחָק שָׁמִיר (1915–2012)              | 15 maart 1990     | 11 juni 1990     | Likoed                       |
|                                         | David Levy         | David Levy דוד לוי (1937)                     | Vicepremier                                       | 1 november 1981   | 13 juli 1992     | Likoed                       |
| Minister van Huisvesting en Constructie | David Levy         | David Levy דוד לוי (1937)                     | 15 januari 1979                                   | 11 juni 1990      |                  | Likoed                       |
|                                         | Yitzhak Navon      | Yitzhak Navon יצחק נבון (1921–2015)           | Vicepremier                                       | 13 september 1984 | 15 maart 1990    | Arbeidspartij                |
| Minister van Onderwijs en Cultuur       | Yitzhak Navon      | Yitzhak Navon יצחק נבון (1921–2015)           |                                                   | 13 september 1984 | 15 maart 1990    | Arbeidspartij                |
|                                         | Yitzhak Rabin      | Rav Aluf Yitzhak Rabin יִצְחָק רַבִּין (1922–1995)  | Minister van Defensie                             | 13 september 1984 | 15 maart 1990    | Arbeidspartij                |
|                                         | Yitzhak Shamir     | Yitzhak Shamir יִצְחָק שָׁמִיר (1915–2012)          | Minister van Defensie                             | 15 maart 1990     | 11 juni 1990     | Likoed                       |
|                                         | Moshe Arens        | Moshe Arens משה ארנס (1925–2019)              | Minister van Buitenlandse Zaken                   | 23 december 1988  | 11 juni 1990     | Likoed                       |
|                                         | Aryeh Deri         | Aryeh Deri אריה דרעי (1959)                   | Minister van Binnenlandse Zaken                   | 22 december 1988  | 11 mei 1993      | Shas                         |
|                                         | Dan Meridor        | Dan Meridor דן מרידור (1947)                  | Minister van Justitie                             | 22 december 1988  | 13 juli 1992     | Likoed                       |
|                                         | Ariel Sharon       | Aluf Ariel Sharon אֲרִיאֵל שָׁרוֹן (1928–2014)      | Minister van Economie                             | 13 september 1984 | 20 februari 1990 | Likoed                       |
|                                         |                    |                                               | Minister van Economie                             | Vacant            |                  |                              |
|                                         | Moshe Nissim       | Moshe Nissim יורם ארידור (1935)               | Minister van Economie                             | 7 maart 1990      | 13 juli 1992     | Likoed                       |
|                                         |                    | Yaakov Tzur יעקב צור (1937)                   | Minister van Volksgezondheid                      | 22 december 1988  | 15 maart 1990    | Arbeidspartij                |
|                                         |                    |                                               | Minister van Volksgezondheid                      | Vacant            |                  |                              |
|                                         | Ehud Olmert        | Ehud Olmert אֶהוּד אוֹלְמֶרְט (1945)                | Minister van Volksgezondheid                      | 30 maart 1990     | 13 juli 1992     | Likoed                       |
|                                         | Yitzhak Shamir     | Yitzhak Shamir יִצְחָק שָׁמִיר (1915–2012)          | Minister van Arbeid en Sociale Zaken              | 22 december 1988  | 7 maart 1990     | Likoed                       |
|                                         | Roni Milo          | Roni Milo רוני מילוא (1949)                   | Minister van Arbeid en Sociale Zaken              | 7 maart 1990      | 11 juni 1990     | Likoed                       |
|                                         | Moshe Katsav       | Moshe Katsav משה קצב (1945)                   | Minister van Vervoer                              | 22 december 1988  | 13 juli 1992     | Likoed                       |
|                                         | Abraham Katz-Oz    | Abraham Katz-Oz אברהם כ"ץ-עוז (1934)          | Minister van Landbouw                             | 22 december 1988  | 15 maart 1990    | Arbeidspartij                |
|                                         |                    |                                               | Minister van Landbouw                             | Vacant            |                  |                              |
|                                         | Moshe Shahal       | Moshe Shahal משה שחל (1934)                   | Minister van Infrastructuur en Energie            | 13 september 1984 | 15 maart 1990    | Arbeidspartij                |
|                                         |                    |                                               | Minister van Infrastructuur en Energie            | Vacant            |                  |                              |
|                                         | Chaim Bar-Lev      | Rav Aluf Chaim Bar-Lev חיים בר-לב (1924–1994) | Minister van Openbare Veiligheid                  | 13 september 1984 | 15 maart 1990    | Arbeidspartij                |
|                                         |                    |                                               | Minister van Openbare Veiligheid                  | Vacant            |                  |                              |
|                                         | Itzhak Peretz      | Itzhak Peretz יצחק פרץ (1938)                 | Minister van Immigratie                           | 22 december 1988  | 13 juli 1992     | Shas                         |
|                                         | Ezer Weizman       | Aluf Ezer Weizman עזר ויצמן (1924–2005)       | Minister van Wetenschap en Ontwikkelingen         | 22 december 1988  | 15 maart 1990    | Yahad                        |
|                                         |                    |                                               | Minister van Wetenschap en Ontwikkelingen         | Vacant            |                  |                              |
|                                         |                    | Zevulun Hammer זבולון המר (1936–1998)         | Minister van Religieuze Zaken                     | 5 oktober 1986    | 11 juni 1990     | Nationaal- Religieuze Partij |
|                                         | Gad Yaacobi        | Gad Yaacobi גד יעקבי (1935–2007)              | Minister van Communicatie                         | 10 juni 1987      | 15 maart 1990    | Arbeidspartij                |
|                                         | Yitzhak Shamir     | Yitzhak Shamir יִצְחָק שָׁמִיר (1915–2012)          | Minister van Communicatie                         | 15 maart 1990     | 11 juni 1990     | Likoed                       |
|                                         | Roni Milo          | Roni Milo רוני מילוא (1949)                   | Minister van Milieu                               | 22 december 1988  | 7 maart 1990     | Likoed                       |
|                                         |                    | Rafael Edri רפאל אדרי (1937)                  | Minister van Milieu                               | 7 maart 1990      | 15 maart 1990    | Arbeidspartij                |
|                                         | Yitzhak Shamir     | Yitzhak Shamir יִצְחָק שָׁמִיר (1915–2012)          | Minister van Milieu                               | 15 maart 1990     | 13 juli 1992     | Likoed                       |
|                                         | Gideon Patt        | Gideon Patt גדעון פת (1933–2020)              | Minister van Toerisme                             | 22 december 1988  | 13 juli 1992     | Likoed                       |
|                                         | Motta Gur          | Rav Aluf Motta Gur מוטה גור (1930–1995)       | Minister zonder portefeuille (Kabinetszaken)      | 17 april 1987     | 15 maart 1990    | Arbeidspartij                |
|                                         | Itzhak Modai       | Itzhak Modai יצחק מודעי (1926–1998)           | Minister zonder portefeuille (Economisch Beleid)  | 22 december 1988  | 11 juni 1990     | Likoed                       |
|                                         | Moshe Nissim       | Moshe Nissim יורם ארידור (1935)               | Minister zonder portefeuille (Belastingzaken)     | 22 december 1988  | 7 maart 1990     | Likoed                       |
|                                         |                    | Rafael Edri רפאל אדרי (1937)                  | Minister zonder portefeuille (Natuur Beleid)      | 22 december 1988  | 7 maart 1990     | Arbeidspartij                |
|                                         | Ehud Olmert        | Ehud Olmert אֶהוּד אוֹלְמֶרְט (1945)                | Minister zonder portefeuille (Binnenlandse Zaken) | 22 december 1988  | 30 maart 1990    | Likoed                       |
|                                         |                    | David Magen דוד מגן (1945)                    | Minister zonder portefeuille (Juridische Zaken)   | 22 december 1988  | 11 juni 1990     | Likoed                       |
|                                         | Avner Shaki        | Avner Shaki אבנר שאקי (1926–2005)             | Minister zonder portefeuille (Religieuze Zaken)   | 22 december 1988  | 11 juni 1990     | Nationaal- Religieuze Partij |
|                                         | Benjamin Netanyahu | Benjamin Netanyahu בִּנְיָמִין נְתַנְיָהוּ (1949)       | Viceminister voor Buitenlandse Zaken              | 22 december 1988  | 11 november 1991 | Likoed                       |